# Зарудье (Роменский район)
Зарудье (укр. Заруддя) — село, Зарудянский сельский совет, Роменский район, Сумская область, Украина.
Код КОАТУУ — 5924185001. Население по переписи 2001 года составляло 429 человек .
Является административным центром Зарудянского сельского совета, в который, кроме того, входят сёла Великое, Малое и Червоногвардейское.

## Географическое положение
Село Зарудье находится у истоков реки Липовка, ниже по течению на расстоянии в 1,5 км расположено село Великое. На реке несколько запруд.

## История
- Село Зарудье известно с начала XIX века.

## Экономика
- Молочно-товарная ферма.
- "Зоря", кооператив.

## Объекты социальной сферы
- Школа І–ІІ ст.